# Bodegas portuarias del río Ibáñez
Las Bodegas portuarias del río Ibáñez son un monumento histórico localizado en el poblado de Puerto Ibáñez de la comuna de Río Ibáñez, en la Región de Aysén del General Carlos Ibáñez del Campo, Chile. Su data de construcción se remonta a los años 1930 para el caso de la bodega pequeña y 1961 para las bodegas grandes.
Pertenece al conjunto de monumentos nacionales de Chile desde el año 2009 en virtud del Decreto 36 del 30 de enero del mismo año; se encuentra en la categoría «Monumentos Históricos».

## Historia

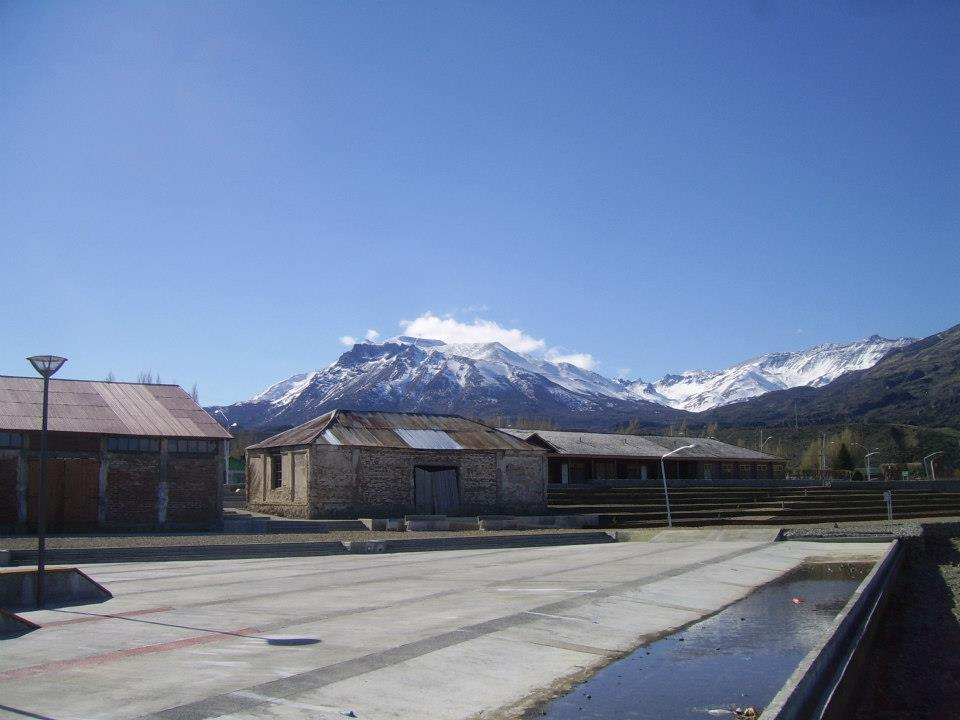
Vista frontal de las bodegas portuarias del río Ibáñez.

La superficie protegida considera un espacio con forma rectangular que se encuentra en un perímetro correspondiente a 1016,81m², que alberga dos bodegas de distinta data:
- La primera, fue construida en 1930 con medidas de 17,94x8,67 m. Su edificación estuvo vinculada a reforzar el trabajo del Puerto de río Ibáñez, y complementar el muelle con el acopio de la producción proveniente de la Estancia Bertrand.[2]
- La segunda, fue construida en 1961 con medidas de 29,29x19,07 m. Tras la proliferación de faenas mineras en la ribera del Lago General Carrera, se instaló junto a la bodega anterior para complementar las operaciones del muelle.[2]

Ambos espacios quedaron en desuso tras la erupción del volcán Hudson debido al traslado de las operaciones de acopio en bodegas. En efecto, «tanto las bodegas, como el muelle, la pluma de carga y la rampa quedan en desuso, siendo en parte desmanteladas y abandonadas sin mayores mantenimientos. Las bodegas están siendo actualmente ocupadas por el Municipio de Río Ibáñez»; además, ha sido utilizado para albergar esporádicamente actividades culturales.
El año 2011, el gobierno de Chile a través del Ministerio de Obras Públicas inició un proceso de conservación de las bodegas, en el marco del proyecto «Puesta en Valor del Patrimonio Regional».